# Toca da Boa Vista
Die Toca da Boa Vista ist eine Höhle in Campo Formoso im Bundesstaat Bahia (Brasilien). 
Sie ist die zweitgrößte Höhle der südlichen Hemisphäre (nach dem Bullita Cave System in Australien). Mit 114 Kilometern Ganglänge ist sie die ausgedehnteste Höhle in Brasilien und an Platz 20 weltweit. Sie liegt in einer Region, in der weitere bedeutende Höhlensysteme existieren: Toca da Barriguda, Toca do Calor de Cima, Toca do Pitú und Toca do Morrinho. Das Umgebungsgestein der Toca da Boa Vista ist ein verkarstetes dolomitisches Karbonatgestein der neoproterozoischen Salitre-Formation (Una-Gruppe).